# Zoltán Komócsin

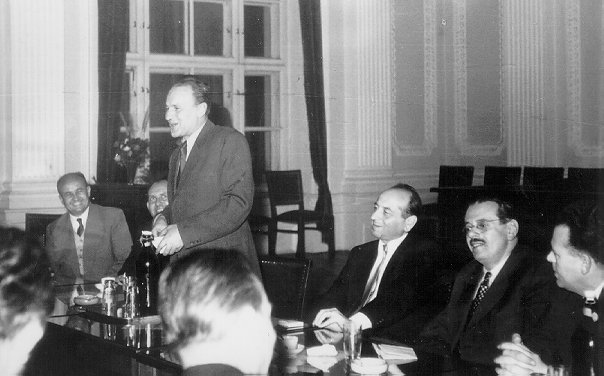
Zoltán Komócsin (links) auf einer Veranstaltung der Universität der Wissenschaften Szeged mit dem Ersten Sekretär der MSZMP János Kádár (stehend) und dem ZK-Sekretär István Szirmai (2. von rechts), 1961

Zoltán Komócsin (* 18. April 1923 in Felsőgalla, Komitat Komárom; † 28. Mai 1974 in Budapest) war ein ungarischer Politiker der Kommunistischen Partei KMP (Kommunisták Magyarországi Pártja),  Partei der Ungarischen Werktätigen MDP (Magyar Dolgozók Pártja) sowie schließlich der Ungarischen Sozialistischen Arbeiterpartei MSZMP (Magyar Szocialista Munkáspárt), der unter anderem Erster Sekretär des Kommunistischen Jugendverbandes KISZ (Magyar Kommunista Ifjúsági Szövetség), Chefredakteur der Tageszeitung Népszabadság sowie Sekretär des ZK der MSZMP war. Auf dem VIII. Parteikongress am 24. November 1962 wurde er zum Mitglied des Politbüro des ZK der MSZMP gewählt und gehörte diesem obersten Führungsgremium der Ungarischen Sozialistischen Arbeiterpartei bis zu seinem Tod an.

## Leben

### Berufsausbildung, Zweiter Weltkrieg und ZK-Mitglied
Komócsin absolvierte nach dem Besuch der Volksschule eine Berufsausbildung zum Kaufmannsgehilfen und war danach als Manager bei der Del-Ka-Schuhhandelsgesellschaft tätig. 1938 wurde er erst Mitglied der Sozialdemokratischen Partei MSZDP (Magyarországi Szociáldemokrata Párt) und danach 1940 der illegalen Kommunistischen Partei KMP (Kommunisták Magyarországi Pártja). Nach der Befreiung von Szeged von der deutschen Besatzungsherrschaft begann er sein politisches Engagement im Kommunistischen Jugendverband KISZ (Kommunista Ifjúsági Szövetség) sowie im Ungarischen Demokratischen Jugendverband MÁDISZ (Magyar Demokratikus Ifjúsági Szövetség) und war zunächst Sekretär des MÁDISZ in Szeged. Danach war er nach einem Studium an der Parteihochschule in Debrecen zwischen 1945 und 1948 Organisationssekretär der KMP-Stadtleitung von Szeged.
Im Anschluss übernahm Komócsin Aufgaben als Parteifunktionär in der aus der KMP hervorgegangenen Partei der Ungarischen Werktätigen MDP (Magyar Dolgozók Pártja) und war zwischen Juni und Dezember 1948 Referent von Mihály Farkas, dem Sekretär für Militär und Polizei des Zentralkomitees (ZK) der MDP, der im September 1948 Verteidigungsminister wurde. Nachdem er zwischen Dezember 1948 und Juni 1949 Sekretär der MDP-Leitung des Komitat Vas war, kehrte er in die Parteizentrale nach Budapest zurück und fungierte dort von Juni 1949 bis Oktober 1950 als stellvertretender Leiter der ZK-Abteilung für Propaganda.
Am 15. Mai 1949 wurde er auf der Liste der Kommunistischen Partei und der Nationalen Volksfront (Magyar Függetlenségi Népfront) erstmals zum Abgeordneten des Parlaments (Országgyűlés) gewählt und gehörte diesem bis zu seinem Tod an. Zunächst vertrat er das Komitat Vas und das Komitat Szabolcs-Szatmár-Bereg, danach zwischen dem 16. November 1958 und 1967 das Komitat Csongrád, anschließend den vierten Wahlkreis des Komitat Csongrád sowie zuletzt seit 1971 den fünften Wahlkreis des Komitat Borsod-Abaúj-Zemplén.
Nach einem darauf folgenden Studium an der Parteihochschule der KPdSU fungierte Komócsin zwischen Januar 1953 und Anfang 1954 als stellvertretender Leiter der ZK-Abteilung für Agitation und Propaganda und war danach bis Dezember 1955 Leiter dieser Abteilung. 1954 wurde er darüber hinaus Mitglied des ZK der MDP und im Juni 1954 auch Mitglied der Zentralen Parteikontrollkommission. Er war später von Dezember 1955 bis zum 25. März 1957 Erster Sekretär der MDP-Leitung des an Rumänien grenzenden Komitat Hajdú-Bihar.

### Erster Sekretär des KISZ, Chefredakteur vonNépszabadságund ZK-Sekretär
Im März 1957 wurde Komócsin als Vorsitzender des Organisationskomitees mit dem Neuaufbau des Ungarischen Kommunistischen Jugendverbandes KISZ (Magyar Kommunista Ifjúsági Szövetség) betraut, der Jugendorganisation der nach dem Volksaufstand aus der MDP hervorgegangenen Ungarischen Sozialistischen Arbeiterpartei MSZMP (Magyar Szocialista Munkáspárt). Nach Abschluss der Neuorganisation wurde er Erster Sekretär des KISZ und bekleidete diese Funktion bis zu seiner Ablösung durch Árpád Pullai im September 1961. Am 26. Februar 1957 wurde er darüber hinaus Mitglied des ZK der MSZMP sowie am 29. Juni 1957 Kandidat des Politbüros des ZK.
Gemeinsam mit Gyula Hegyi und Sándor Gáspár war er zwischen 1958 und 1962 auch Präsident des Nationalen Olympischen Komitees Magyar Olimpiai Bizottság (MOB).
Nach Beendigung seiner Tätigkeit als Erster Sekretär des KISZ wurde er im September 1961 als Nachfolger von Dezső Nemes Chefredakteur von Népszabadság, der auflagenstärksten überregionalen Tageszeitung Ungarns, und bekleidete diese Funktion bis zu seiner Ablösung im Juni 1965 durch János Gosztonyi. Auf dem VIII. Parteikongress am 24. November 1962 wurde er zum Mitglied des Politbüro des ZK der MSZMP gewählt und gehörte diesem obersten Führungsgremium der Ungarischen Sozialistischen Arbeiterpartei bis zu seinem Tod an.
Im Juni 1965 wurde Komócsin Sekretär des ZK der MSZMP und übte dieses Parteiamt bis zu seinem Tod aus.

## Veröffentlichungen
- Nemzeti érdek és nemzetköziség (Budapest, 1966)
- Nemzeti érdekek, internacionalista célok (Budapest, 1972)
- Válogatott beszédek és cikkek (Budapest, 1975)